# Sint-Pietersbandenkerk (Wijer)

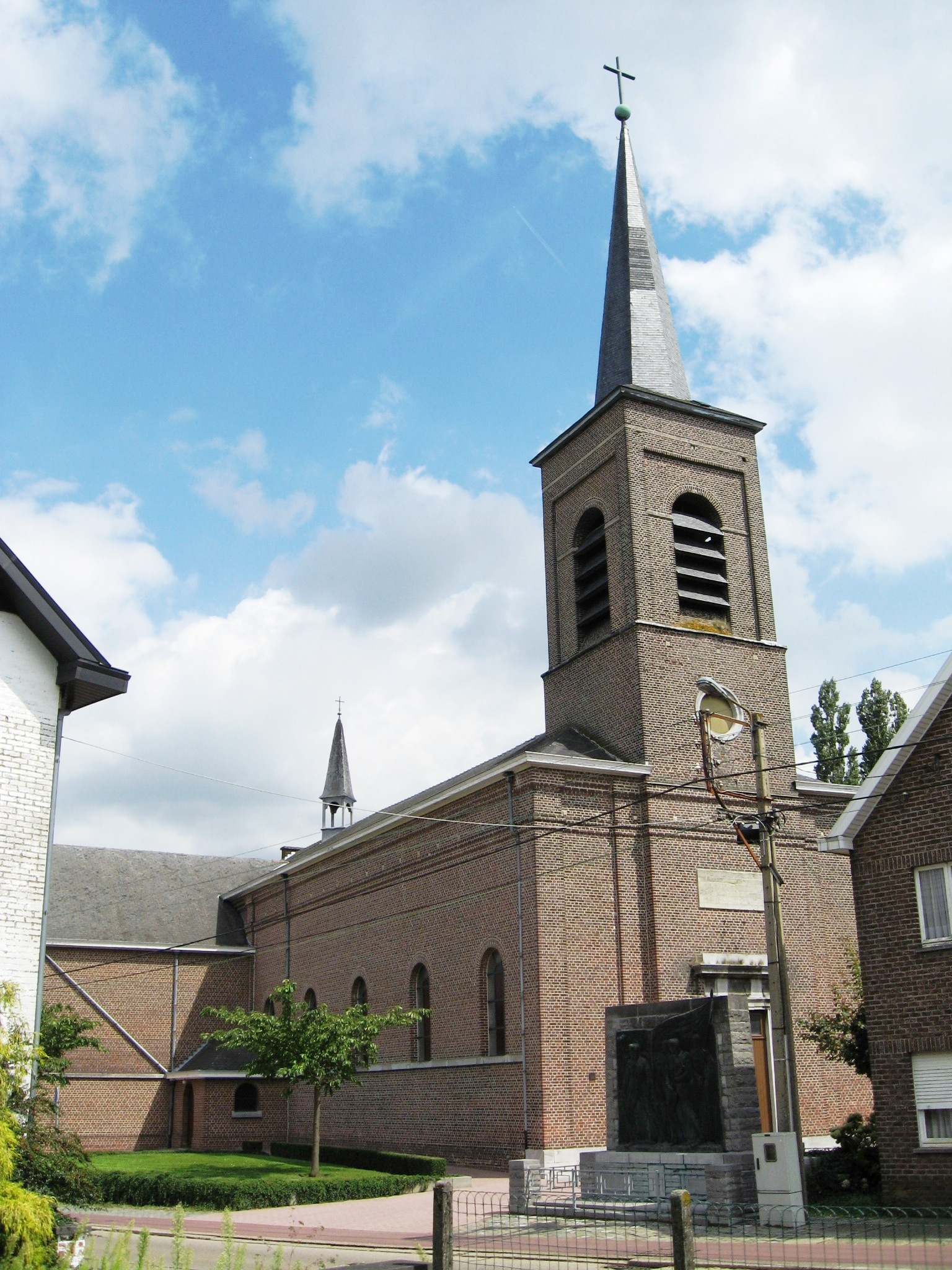
Sint-Pietersbandenkerk

De Sint-Pietersbandenkerk is de parochiekerk van Wijer, gelegen aan Grotestraat 211 aldaar.
Het betreft een bakstenen, neoclassicistisch zaalkerkje uit 1824. In 1957 werd het transept en een nieuw koor bijgebouwd. De kerk heeft een ingebouwde westtoren van twee geledingen, gedekt met een ingesnoerde naaldspits. Boven de kruising van de kerk is een dakruiter met klokken geplaatst.

## Interieur
De kerkruimte wordt overwelfd door een tongewelf. Er is een vroeg-16e-eeuws kruisbeeld en een 15e-eeuws Sint-Luciabeeld.
Het orgel stamt uit de Minderbroederskerk van Tielt en werd in 1765 herbouwd door Lambert Benoît Van Peteghem, waarna het nog enkele malen gerestaureerd werd om in 1868 naar de kerk te Wijer te worden overgebracht.

## Overig
Naast de kerk bevindt zich de Missiekruiskapel uit1878, en dit wordt geflankeerd door het graf van Pieter Hubert Creten (1823-1894), die priester en volksschrijver was.